# Лютка (Минская область)
Лютка (бел. Лютка) — деревня в Смолевичском районе Минской области Беларуси. Входит в состав Жодинского сельсовета.

## Географическое положение
Расположена в 8,5 км на юго-запад от Жодино, в 11 км на восток от Смолевичей, в 47 км от Минска, в 9 км на юго-запад от железнодорожной станции Жодино-Южное.

## История
До 27 декабря 1942 года деревня входила в состав Плисского сельсовета.

## Население
- 1909 — 16 дворов, 177 жителей[2]
- 1999 — 78 жителей
- 2009 — 62 жителя[2]
- 2019 — 46 жителей
- 2021 — 51 двор[2]

## Климат
Климат здесь умеренный, с теплым летом и мягкой зимой. Средняя температура января минус 6,8 °С, июля плюс 17,5 °С. Зимой дуют южные ветры, а летом восточные и северо-восточные. Средняя скорость ветра 3 м/с. Годовое количество осадков 550—650 мм.